# Albanie vénitienne
L’Albanie vénitienne (en italien : Albania veneta) est le nom donné aux anciennes possessions vénitiennes de la côte la plus orientale de l'Adriatique et de la côte épirote de la mer Ionienne, autour de la baie de Kotor, au sud de l'actuel Monténégro, à l'ouest de l'actuelle Albanie et au nord-ouest de l'actuelle Grèce.

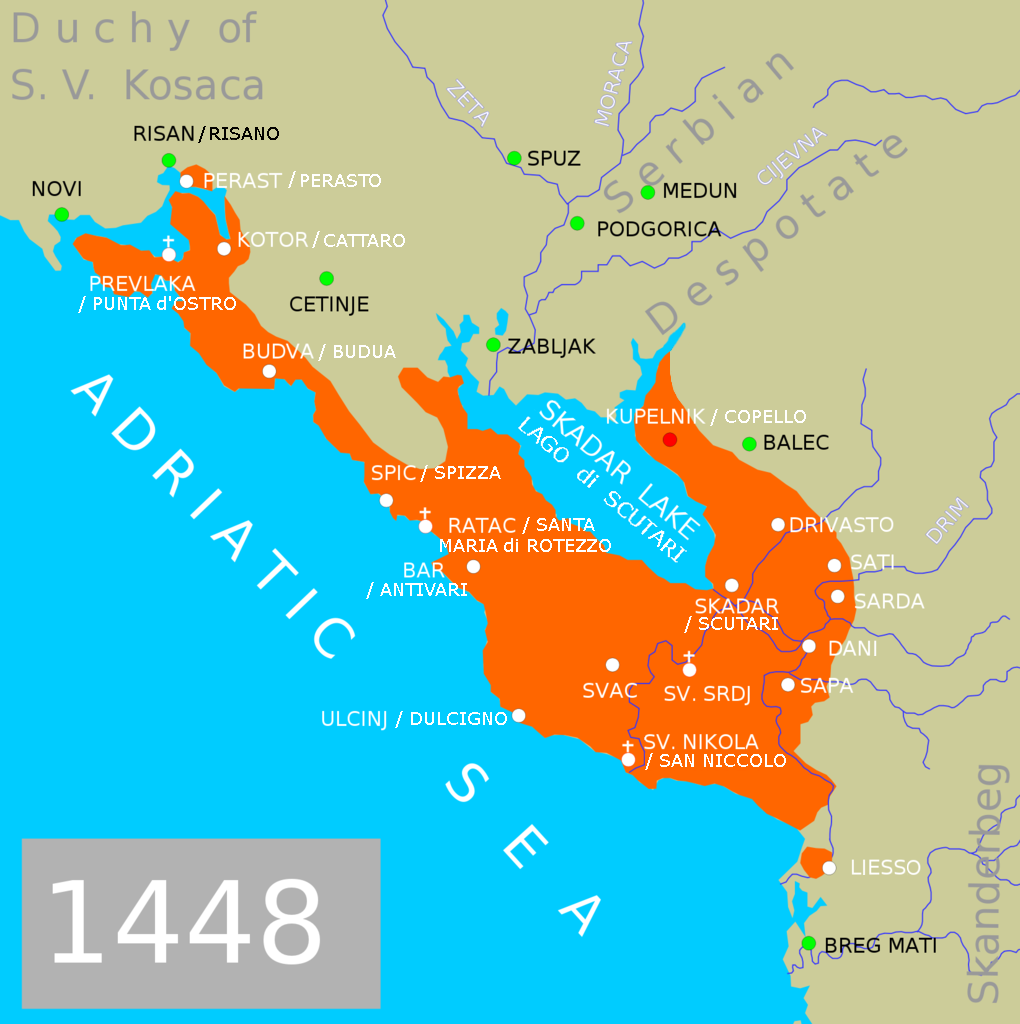
En orange, l’Albanie vénitienne en 1448, à sa plus grande extension

## Géographie et histoire
Ces possessions se composaient vers 1448 des ports et territoires (du nord au sud) de :
- Cattaro,
- Spizza,
- Dulcigno,
- Les abords, peuplés d'Albanais, du lac de Scutari, avec la ville homonyme,
- Durazzo,
- Saranta,
- Parga,
- Narta,
- et Prevezza.

Les Vénitiens perdirent Narta en 1449, mais à la mort de Scanderbeg en 1468, ils s'emparèrent de presque toute la principauté de Croia. Peu après, les Ottomans prirent aux Vénitiens Scutari et Croia en 1479, Durazzo, Parga et Prevezza en 1502, mais Cattaro resta vénitienne, devenant la nouvelle capitale de l’Albanie vénitienne.
Les Vénitiens reconquirent Prevezza en 1684 et Narta en 1699, et, par la paix de paix de Pojarevats en 1718, ils acquirent en outre Vonitza et Butrinto.
Le « projet grec » de l'impératrice russe Catherine II et d'Eugène Voulgaris prévoyait de refouler l'Empire ottoman en Asie et de diviser son territoire européen, soit les Balkans, entre des États satellites de la Russie, la monarchie de Habsbourg et la république de Venise : cette dernière aurait pu alors joindre à son Albanie vénitienne l'ensemble de l'Épire, de la Morée, la Crète et Chypre.
La fin de l'Albanie vénitienne est due aux suites des guerres napoléoniennes : lorsque la France annexe la région pour en faire ses provinces illyriennes, elle inclut Cattaro et Spizza dans sa province de Raguse (aujourd'hui Dubrovnik) tandis que tout le reste soit Dulcigno, Scutari, Durazzo, Saranta, Parga, Narta (désormais Arta) et Prevezza, échoit à l'Empire ottoman. Au congrès de Vienne en 1815, la réorganisation de l'Europe ne restaure pas la république de Venise, mais attribue Cattaro et Spizza à l'empire d'Autriche (Autriche-Hongrie de 1867 à 1918).